# Muntele Vulcan (sit SCI)
Muntele Vulcan este o arie protejată (arie specială de conservare — SAC, sit de importanță comunitară — SCI) din România, desemnată în scopul protejării biodiversității și menținerii într-o stare de conservare favorabilă a florei spontane și faunei sălbatice, precum și a habitatelor naturale de interes comunitar aflate în arealul zonei de protecție. Aceasta se întinde pe o suprafață de 104,6 ha, integral pe uscat.

## Localizare
Situl se întinde pe teritoriile administrative ale județelor Alba (Ciuruleasa) și Hunedoara (Blăjeni, Buceș). Centrul sitului Muntele Vulcan este situat la coordonatele 46°14′20″N 22°57′45″E / 46.239011°N 22.962364°E.

## Înființare
Situl Muntele Vulcan (ROSCI0121) a fost declarat sit de importanță comunitară în decembrie 2007 pentru a proteja o specie faunistică și două de plante. Acesta a fost protejat și ca arie specială de conservare în mai 2022 Arealul include rezervația naturală Muntele Vulcan.

## Biodiversitate
Situată în ecoregiunea alpină a Carpaților Occidentali (Apuseni), aria protejată conține 9 habitate naturale: '.
La baza desemnării sitului se află ivorașul-cu-burta-galbenă (Bombina variegata), un amfibian aflat pe lista roșie a IUCN și liliacul carpatin (Syringa josikaea), o specie floristică protejată la nivel european prin Directiva CE 92/43/CE din 21 mai 1992 (privind conservarea habitatelor naturale și a speciilor de faună și floră sălbatică)
Pe lângă speciile protejate aflate la baza desemnării sitului, pe teritoriul acestuia au mai fost identificate 13 specii din flora spontană și fauna sălbatică a României.